# Słowik (baśń)
Słowik (duń. Nattergalen) – baśń literacka autorstwa Hansa Christiana Andersena, wydana po raz pierwszy w 1843 roku.

## Publikacja
Baśń literacka o Słowiku została opublikowana przez wydawnictwo C.A. Reitzel w Kopenhadze 11 listopada 1843 roku w zbiorze baśni literackich Nowe przygody. Tom pierwszy. Pierwsza kolekcja. 1844 (duń. Nye Eventyr. Første Bind. Første Samling. 1844) wraz z Aniołem, Narzeczonymi oraz Brzydkim kaczątkiem.
Jak każda z napisanych przez pisarza baśni, również Słowik, był inspirowany osobistymi doświadczeniami. Andersen darzył uczuciem Jenny Lind, szwedzką śpiewaczkę operową, znaną jako „Szwedzki Słowik”. W fabule baśni słowik symbolizuje piękno i wolność, dostrzegane przez autora w śpiewie Lind. Listy i biografie Andersena wskazują na to, że baśń była hołdem dla śpiewaczki, choć jego miłość pozostała nieodwzajemniona.

## Fabuła
Chiński cesarz ma pałac z porcelany i ogromny ogród z pięknymi kwiatami. Wszyscy najbardziej podziwiają mieszkającego w ogrodzie słowika, a właściwie jego przejmujący, naturalny śpiew. Wieść o słowiku rozchodzi się po świecie. Cesarz dowiaduje się o nim z jednej z książek i nakazuje szambelanowi przynieść ptaszka przed swoje oblicze. W odnalezieniu słowika pomaga uboga pomywaczka, która wieczorami po pracy słucha słowiczych śpiewów nad brzegiem morza. Po drodze szambelan myli słowika z krową, a następnie żabą. Słowik, zaproszony do pałacu, występuje dla cesarza, a ten płacze ze wzruszenia. Słowik otrzymuje lokum w złotej klatce i pozostaje w cesarskim pałacu.
Któregoś dnia cesarz otrzymuje w darze mechanicznego słowika. Żąda, by słowiki występowały w duecie. Ale duet się nie udaje. Żywy słowik ucieka, nie chce śpiewać z nakręcanym ptaszkiem. Żywy słowik zostaje wygnany, a nakręcany śpiewa wciąż tę samą pieśń, do znudzenia. W końcu mechanizm nie wytrzymuje i słowik milknie. Zegarmistrz podejmuje decyzję, iż mechaniczny ptak może być od tego momentu uruchamiany tylko raz w roku. Cesarz zaczyna niedomagać, potem chorować i w końcu staje w obliczu śmierci. Pragnie zagłuszyć głosy swych złych czynów. Chce słyszeć muzykę. A nakręcany słowik milczy. Wtem zjawia się żywy słowik i swoim śpiewem ratuje cesarza od niechybnej śmierci. Monarcha i ptak zostają przyjaciółmi.

## Polskie przekłady
- Słowik (Andersen, przekł. Mirandola) – przekład Franciszka Mirandoli wydany w 1924 roku.
- Słowik (Andersen, przekł. Niewiadomska) – przekład Cecylii Niewiadomskiej.
- Słowik (Andersen, przekł. Szczęsny) – przekład Aleksandra Szczęsnego wydany w 1913 roku.